# André Bossert
André Robert Bossert  (Johannesburg, 14 november 1963) is een Zwitserse golfprofessional.
Bossert is de beste naoorlogse Zwitserse golfer, hij is de eerste en nog steeds enige Zwitser die een toernooi op de Europese Tour heeft gewonnen en aan een van de Majors heeft meegespeeld.

## Opleiding
Bossert is geboren in Zuid-Afrika, maar zijn ouders zijn beiden Zwitsers. Na zijn school ging hij Business Administration studeren aan de Universiteit van Tulsa in Oklahoma, waar hij voor de universiteit in het golfteam speelde. In 1989 kwam hij naar Zwitserland, won als amateur het Omnium van Zwitserland en werd playing professional.

## Playing pro
In 1992 kwalificeerde Bossert zich, samen met landgenoot Steve Rey, voor de Europese Tour. Hij speelde het Britse Open in 1994 op de Turnberry Golf Club en in 2005 op de St Andrews Links. Ook won hij in april 1995 het Air France Cannes Open op Golf de Cannes-Mougins. 's Winters speelde Bossert op de Sunshine Tour.
Negen maal heeft Bossert de Zwitserse Order of Merit gewonnen.
In 2013 won hij het PGA Kampioenschap in Genève en het Open Senior de la Côte d’Azur in Cannes voordat hij in november vijftig jaar werd. Daarna begon hij op de Europese Senior Tour. Zijn eerste toernooi was het Fubon Senior Open . 

### Gewonnen

#### Nationaal
- 1988: NK Matchplay op Golf Club Bad Ragaz
- 2000: PGA Kampioenschap;
- 2001: Omnium van Zwitserland
- 2002: Davidoff Nations Cup met Marc Chatelain
- 2007: Omnium van Zwitserland
- 2010: PGA Kampioenschap
- 2013: ASGI Swiss PGA Tour Heidental, PGA Kampioenschap

#### Challenge Tour
- 1990:  Neuchâtel Open
- 1992: Kenya Open
- 2008: MAN NÖ Open

#### Europese Tour
- 1995: Air France Cannes Open

#### Elders
- Open Senior de la Côte d’Azur

### Teams
- World Cup: 7x

## Coach
In 1993 overlijdt onverwacht Jan Blomqvist, de Zweedse coach van de Zwitserse PGA. Een nieuwe nationale coach wordt niet gevonden, wat 'de Zwitsers golf' geen goed heeft gedaan.
In 2002 zijn Bossert en Rey begonnen trainingskampen te organiseren voor de jongere professionals, niet alleen om hun spel te trainen, maar ook om hun ervaring door te geven. De Zwitserse Federatie ondersteunt de amateurs, maar er is eigenlijk geen goede ondersteuning voor de professionals, vinden zij. Daarmee bedoelen ze niet de financiële ondersteuning, maar vooral de organisatie, het verzorgen van uitnodigingen. Dat deed Chistian Barras voor Bossert, toen die net begon.
In 2007 wordt Bossert captain van de Zwitserse PGA.